# Corteo accademico

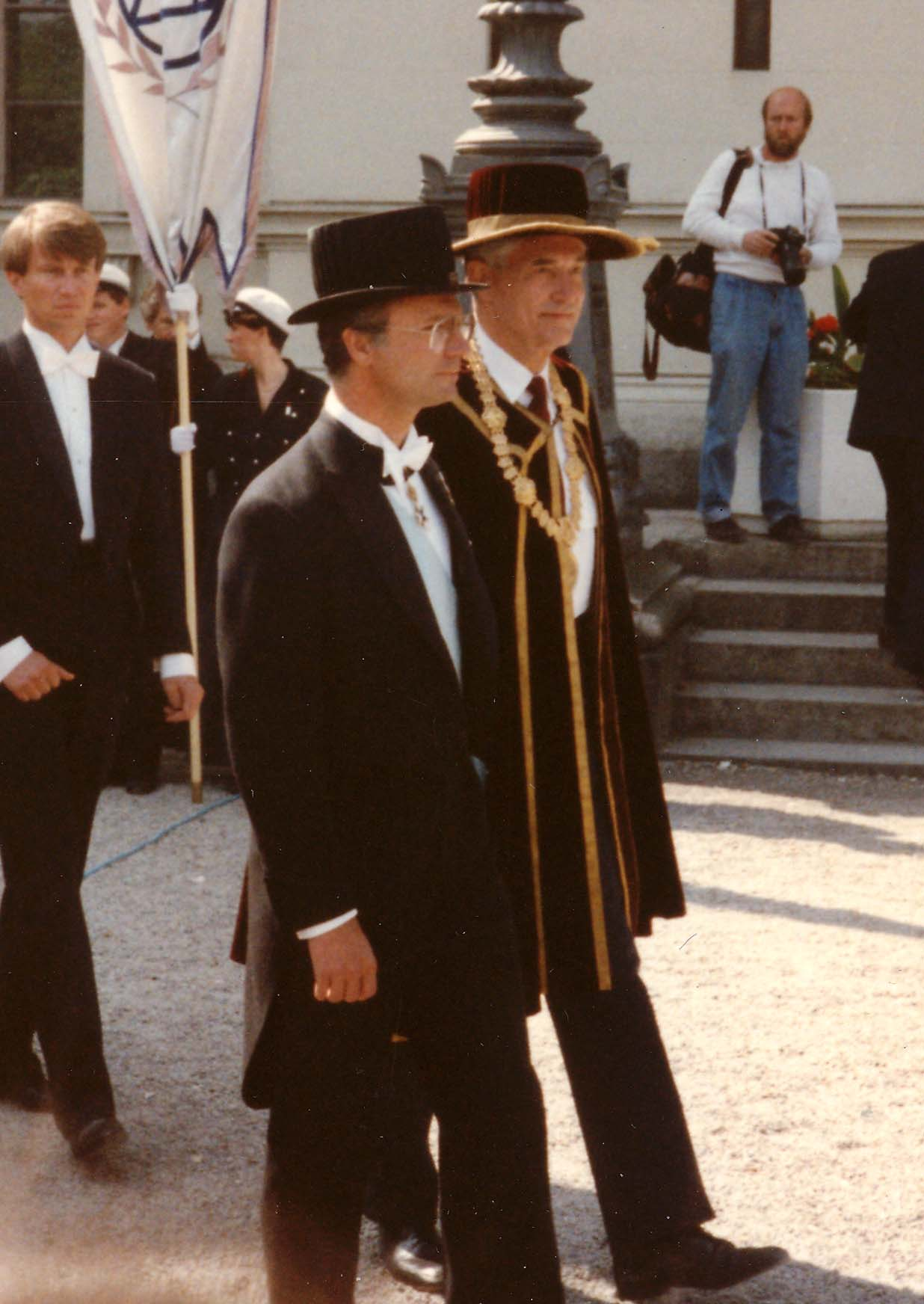
Corteo accademico in occasione del conferimento del grado di dottore di ricerca presso l'Università di Lund (Svezia) nel 1990. Il Re Carlo XVI di Svezia indossa il cappello dottorale e alla sua destra lo accompagna il Magnifico Rettore Håkan Westling con la veste ufficiale color porpora.

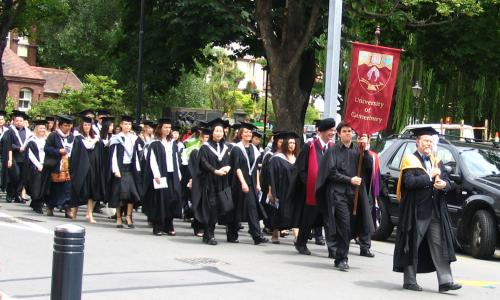
Corteo accademico a una cerimonia universitaria in Nuova Zelanda.

Un corteo accademico (chiamato anche processione accademica o corteo rettorale) è una cerimonia ufficiale nel corso del quale dei dignitari accademici universitari marciano assieme vestendo l'abbigliamento accademico tradizionale.  Negli atenei dei paesi anglosassoni esso è parte della cerimonia di laurea e/o consegna dei diplomi nei college e nelle università; in molte università degli Stati Uniti il colore e la foggia delle ‘'vesti accademiche" sono normati da un codice di vestiario risalente al 1895.
In Italia i cortei accademici hanno luogo generalmente in occasioni molto solenni, quali le inaugurazioni dell’anno accademico.
L'insediamento del rettore dell'università è generalmente accompagnata da un corteo accademico piuttosto elaborato, cui prendono parte rappresentanti di altri atenei in visita. In tale processione, l'ordine di precedenza è dettato dalla data di fondazione dell'ateneo, con rappresentante dell'istituzione più antica a capo. Per esempio, quando Eisenhower si insediò alla Columbia nel 1948

...dignitari dalle più antiche università— Bologna, Oxford, Parigi, Cambridge e Firenze— guidavano la processione, e i rappresentanti provenienti da più di trecento college e atenei americani li seguivano, tra cui  James Conant  di Harvard, Charles Seymour di Yale, Harold Stassen della Pennsylvania, Harold Dodds di Princeton e circa duecento altri rettori.

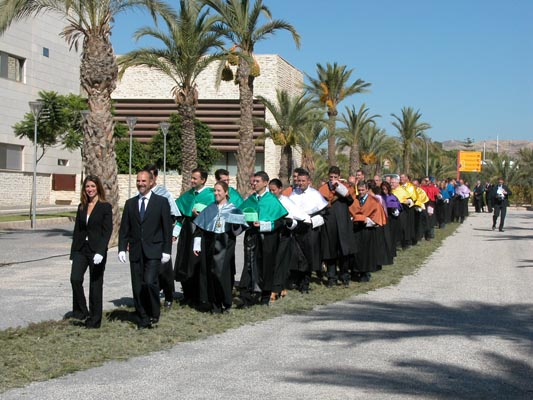
Corteo Accademico presso l'Università Miguel Hernández di Elche

L'ordine di un corteo accademico spiega in parte perché le università abbiano la tendenza a fare a gara per rivendicare una data di fondazione più antica possibile.
In Italia uno dei cortei accademici più solenni, rimasto pressoché invariato da secoli , è quello che si svolge nell'Università di Pavia nel corso della cerimonia di inaugurazione dell'anno accademico o nella cerimonia di consegna dei diplomi universitari, che un tempo si svolgeva, come oggi in molte università anglosassoni, tra cui Cambridge, in occasione di ciascun esame di laurea. Nel corso di tale corteo il rettore vestito in toga e tocco accademico, seguito dai presidi di facoltà e dai rappresentanti dei docenti, viene preceduto da due inservienti in toga purpurea che recano con sé ciascuno una delle mazze d’argento raffigurate nello stemma dell'ateneo.